# 万塞勒 (汝拉省)
万塞勒（法語：Vincelles，法語發音：[vɛ̃sɛl]）是法国汝拉省的一个旧市镇，位于该省中南部，属于隆斯勒索涅区。2017年1月1日，万塞勒和相邻的另外3个市镇合并为新市镇瓦勒索内特（Val-Sonnette）。

## 地理
万塞勒（46°36'1"N, 5°28'44"E）面积6.29 平方千米，位于法国勃艮第-弗朗什-孔泰大區汝拉省，该省份为法国东部内陆省份，北起上索恩省，西北接科多尔省，西临索恩-卢瓦尔省，南至安省，东与杜省和瑞士接壤。
与万塞勒接壤的市镇（或旧市镇、城区）包括：圣阿涅丝、博福尔、博诺、瑟桑塞、格吕斯、罗塔利耶、特勒纳勒、韦尔西亚、马勒雷、特勒纳勒。

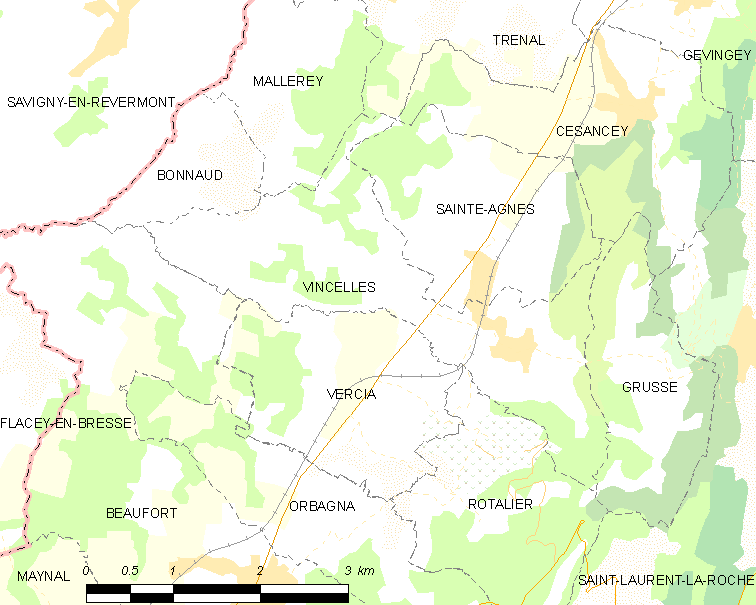
的OSM定位图

万塞勒的时区为UTC+01:00、UTC+02:00（夏令时）。

## 行政
万塞勒的邮政编码为39190，INSEE市镇编码为39576。

## 政治
万塞勒所属的省级选区为圣阿穆尔县。

## 人口

1962-2008年间人口变化图示

万塞勒于2018年1月1日时的人口数量为391人。